# نگوکور
نگوکور (به انگلیسی: Ngukurr) شهرکی واقع در ایالت قلمرو شمالی در استرالیاست. این شهرک در ۶۳۶ کیلومتری (۳۹۵ مایلی) جنوب شرقی داروین قرار دارد.